# Villaguay (kommunhuvudort i Argentina)
Villaguay är en kommunhuvudort i Argentina.   Den ligger i provinsen Entre Ríos, i den centrala delen av landet, 300 km norr om huvudstaden Buenos Aires. Villaguay ligger 50 meter över havet och antalet invånare är 32 027.
Terrängen runt Villaguay är mycket platt. Villaguay är det största samhället i trakten.
Trakten runt Villaguay består till största delen av jordbruksmark. Runt Villaguay är det ganska glesbefolkat, med 21 invånare per kvadratkilometer.